# Andréi Medvédev (gimnasta)
Andréi Medvédev (en hebreo: אנדריי מדבדב‎, en ruso: Андрей Медведев; 6 de abril de 1990) es un deportista israelí que compite en gimnasia artística, especialista en la prueba de salto de potro. Nació en la Unión Soviética y desde los doce años reside en Israel.
Ganó una medalla de bronce en el Campeonato Mundial de Gimnasia Artística de 2021 y dos medallas de plata en el Campeonato Europeo de Gimnasia Artística, en los años 2019 y 2021.

## Palmarés internacional
| Campeonato Mundial | Campeonato Mundial | Campeonato Mundial | Campeonato Mundial |
| Año                | Lugar              | Medalla            | Prueba             |
| ------------------ | ------------------ | ------------------ | ------------------ |
| 2021               | Kitakyushu (Japón) | Medalla de bronce  | Salto de potro     |
| Campeonato Europeo |                    |                    |                    |
| Año                | Lugar              | Medalla            | Prueba             |
| 2019               | Szczecin (Polonia) | Medalla de plata   | Salto de potro     |
| 2021               | Basilea (Suiza)    | Medalla de plata   | Salto de potro     |